# Pericle
Pericle (aproximativ 495, Atena - 429 î.Hr., Atena) a fost un general, orator și om de stat atenian. A fost conducător al Atenei între 443 și 429 î.Hr., timp în care a inițiat numeroase reforme democratice, care au transformat orașul într-un centru politic, cultural, artistic și economic al lumii grecești. A construit Partenonul, noul Erechtheion⁠(d) și altele. În timpul conducerii sale a început Războiul peloponesiac (431 - 404 î.Hr.), în care a fost implicată și Atena. A fost răpus de ciumă, care a lovit Atena în perioada desfășurării acestui război.

## Viața și cariera
Pericle s-a născut în anul 495 Î.Hr., avându-l ca tată pe Xantipos și mamă pe Agariste. Tatăl lui a fost unul dintre eroii bătăliei de la Capul Mycale, iar mama lui aparținea nobilei familii a Alcmeonizilor, fiind nepoata vestitului Clistene, cel care dăruise Atenei o structură democratică. Mama sa avea o familie înstărită, cu o poziție socială superioară. Cu alte cuvinte, viitorul conducător democrat provenea din cea mai înaltă aristocrație.
Înainte de a-l naște pe Pericle mama lui a avut un vis premonitoriu: copilul ei era un leu. Fiul ei va deveni, într-adevăr, dacă nu cel mai puternic om din Grecia Antică, cel puțin geniul ei tutelar.
Pericle a fost un copil frumos, cu trăsături nobile, dar cu capul un pic alungit, lucru care stârnea ironia poeților.
Educația pe care Pericle a primit-o a fost extrem de îngrijită, așa cum se cădea unui tânăr aristocrat. La școala de gramatică a învățat să citească, să scrie și să socotească încă înainte de 13 - 15 ani, după care a urmat școala de educație fizică, unde a învățat să lanseze sulița, să se lupte și să călărească.
Pericle simte că este sortit unui viitor deosebit; de aceea el se pregătește minuțios înainte de a se lansa în "arena politică". Așteaptă să împlinească treizeci de ani, puțin înainte de alegerile din 461 î.Hr., pentru a milita, cu trup și suflet, în partidul democrat, contrar tuturor tradițiilor familiale.
Pericle este sincer convins că în felul acesta pregătește viitorul strălucit al Atenei.
Ancheta îi este favorabilă, iar alegerea sa ca strateg este neîndoielnică. De altfel, timp de cincisprezece ani, poporul va reînnoi votul de încredere acordat celui care avea să-l conducă pe culmile gloriei.
De acum înainte Pericle pune în concordanță felul său de a trăi cu idealul său, precum și cu funcțiile sale: grav, cam trufaș, este stăpân pe el în toate ocaziile, nu izbucnește în hohote de râs și plânge rareori. El nu-și irosește timpul cu vorbăria fără rost sau cu hoinăreli: om de stat, muncind cu îndârjire. Nu se lasă corupt, nu își neglijează problemele personale și este cam strâns la mână. Proprietar al unor domenii întinse în Attica, Pericle a încredințat administrarea bunurilor sale unui servitor, Evanghelos.
În viața publică procedează cu iscusință, fiind un politician subtil și ager. Pentru a-și păstra ascendentul asupra poporului, a cărui fire schimbătoare îi este cunoscută, urcă foarte rar la tribună, lăsând prietenilor săi sarcina de a-i susține părerile. De fapt, el este cel care conduce, nu poporul. Această autoritate supremă o datorează faptului că este considerat o „gură de aur”, fiind supranumit „Olimpianul”.
Mare orator și om politic al Greciei Antice, conducător al Atenei între 443 - 429 î.Hr. (timp în care Atena a atins o mare dezvoltare, devenind centrul comercial, politic și cultural al întregii Greciei antice), șef al partidului democrat, mare protector al științelor și artelor, s-a stins din viață în anul 429 î.Hr.
Pentru strălucirea intelectuală pe care a dat-o Greciei, secolul în care a trăit (secolul V î.Hr.) a fost supranumit "Secolul lui Pericle".

## Vezi și
- Pericle, Prinț al Tironului de William Shakespeare și George Wilkins